# Kohnsen
Kohnsen ist eine Ortschaft der Stadt Einbeck im südniedersächsischen Landkreis Northeim.

## Geografie
Das Dorf Kohnsen befindet sich im westlichen Teil der Stadt Einbeck, das über die Landesstraße 546 mit der Bundesstraße 3 verbunden ist.

## Geschichte

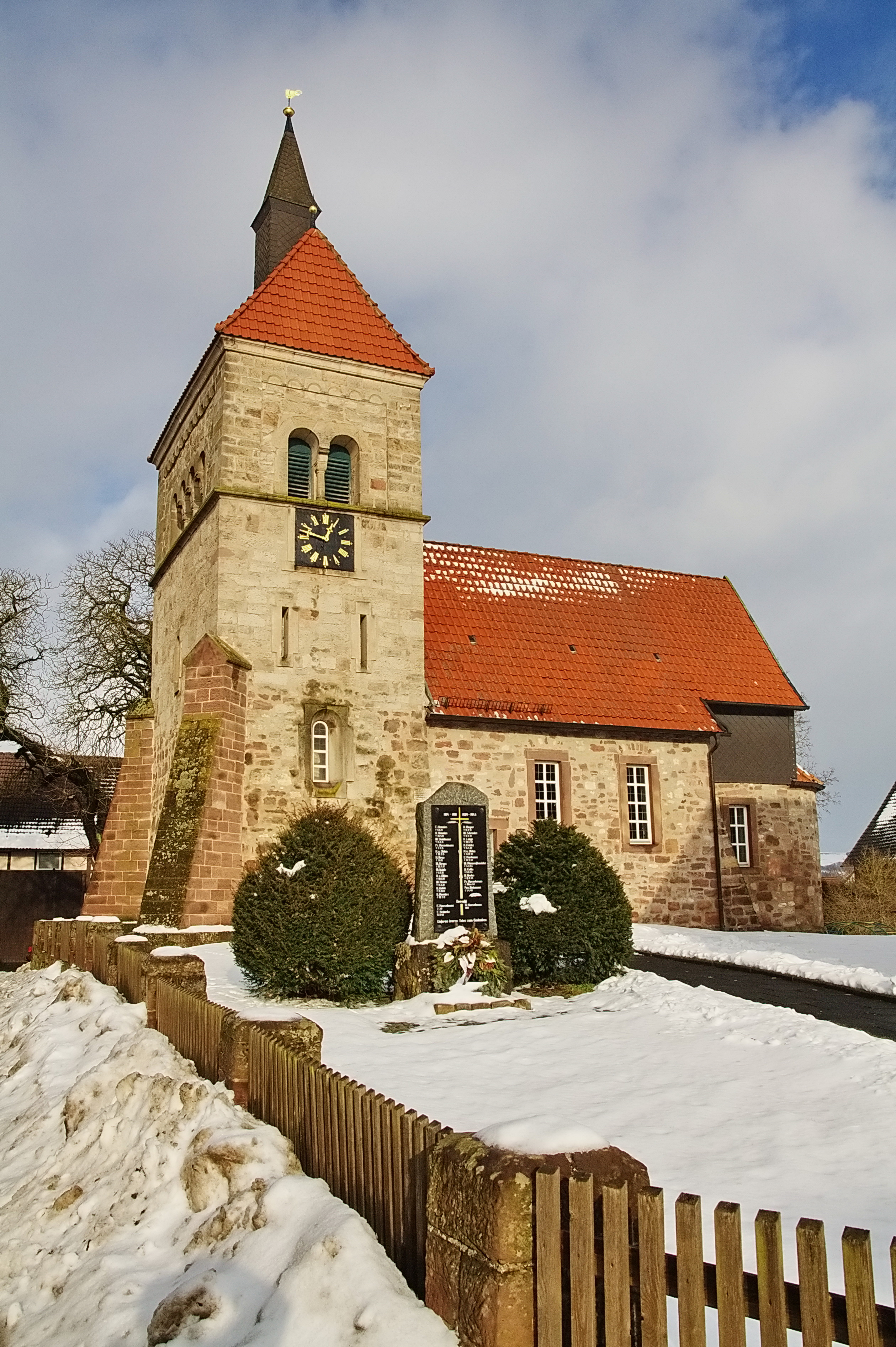
St.-Johannis-Kirche

Der Name des Ortes entwickelte sich von „Chusinhausen“ über „Cusinhausen“, „Kosenhausen“ und „Kosensen“ zu Kohnsen. Nordwestlich des Unterdorfes lag auf einer Anhöhe eine 1,5 Hektar große Kastellburg des frühen Mittelalters. Nach der Überlieferung des Chronisten Johannes Letzner sollen die damaligen Herren von Cohnstein Vasallen und Lehnsnehmer der Grafen von Dassel gewesen sein. Die erste urkundliche Erwähnung fand der Ort im Jahr 1063 in einer Bestätigung König Heinrichs IV. Vom 13. bis in das 19. Jahrhundert besaß das Einbecker Marienstift in Kohnsen Zehntrechte. Im Jahr 1446 wurde der südlich des Ortes liegende Klapperturm errichtet, der als Bestandteil der Einbecker Landwehr mit dem Stadtgebiet auch den von Kohnsen nach Lüthorst führenden Weg sicherte.
Im Zuge der Gebietsreform in Niedersachsen, die am 1. März 1974 stattfand, wurde die zuvor selbständige Gemeinde Kohnsen durch Eingemeindung zur Ortschaft der Stadt Einbeck.

## Politik

### Ortsrat
Der Ortsrat von Kohnsen setzt sich aus fünf Ratsmitgliedern zusammen:
- Wgem. Kohnsen: 5 Sitze

(Stand: Kommunalwahl 2021)

### Ortsbürgermeister, Ortsbeauftragter
Der Ortsbürgermeister ist Dietmar Kappey (WG).
Der Ortsbeauftragte ist Olaf Bartsch (WG).

### Wappen
Auf dem rechts silbern und links grün geteilten Wappenschild ist rechts ein grüner Laubbaum und links ein silberner Turm abgebildet. Der Turm soll eine Verbindung zum Klapperturm, der außerhalb der eigentlichen Ortschaft liegt, darstellen.

## Kultur und Sehenswürdigkeiten
- Die aus Bruchstein erbaute St.-Johannis-Kirche aus dem Jahr 1652 steht im Mittelpunkt des ältesten Ortsteils, des Unterdorfes. In ihr findet sich die bereits im Jahre 1503 gegossenen Glocke. Der obere Turmaufbau wurde erst in den Jahren 1865 und 1866 nach einem Entwurf von Conrad Wilhelm Hase errichtet.